# Brunbukig eufonia
Brunbukig eufonia (Euphonia gouldi) är en centralamerikansk fågel i familjen finkar inom ordningen tättingar.

## Fältkännetecken

### Utseende
Brunbukig eufonia är en liten fink med en kroppslängd på 9,5 centimeter. Adulta hanen har glansigt olivfärgad ovansida, gul panna och en rostfärgad buk omgivet av gult. Adulta honan är mindre glansig ovan samt har kastanjefärgad panna, gul undersida och en liten rostfärgad bukfläck. Ungfåglar är mörkare, mattare och har olivfärgad undersida.

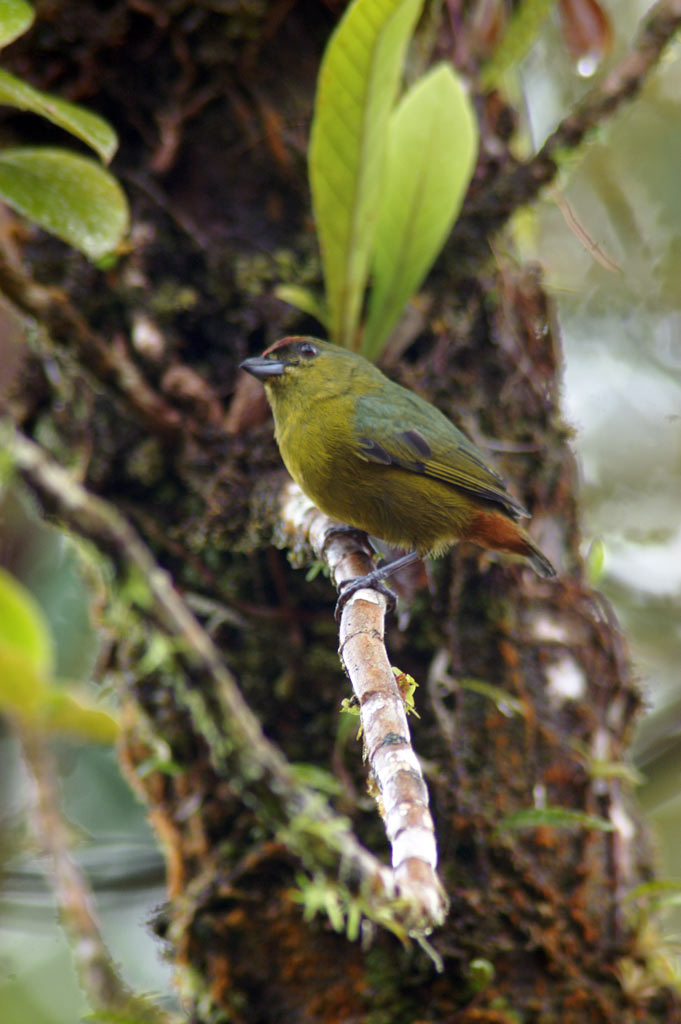
Hona.

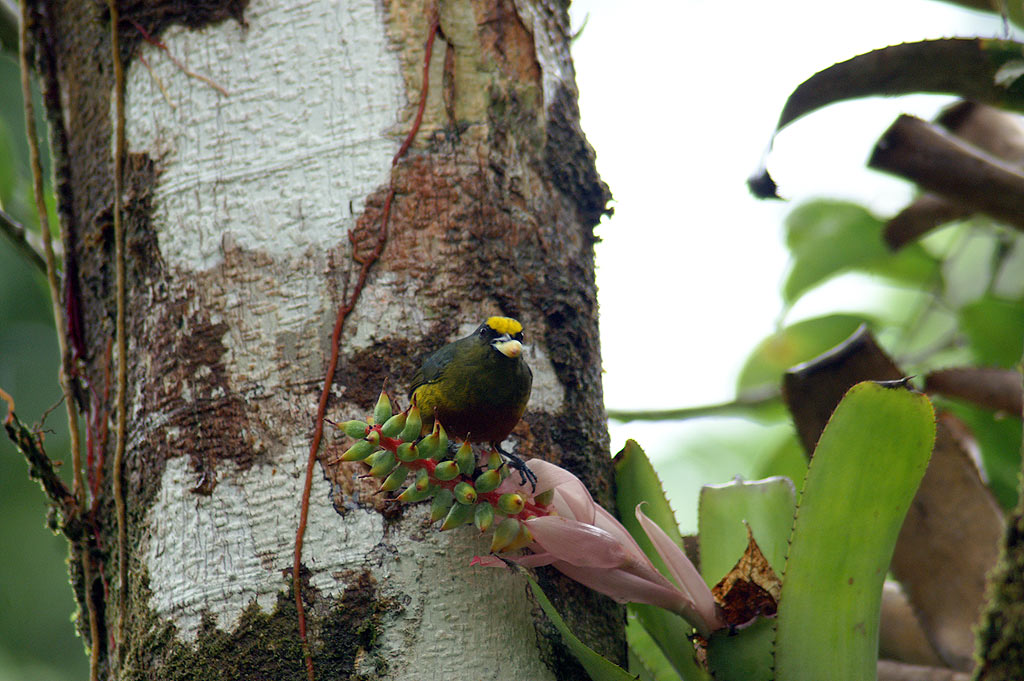
Hane.

### Läte
Lätet är ett metalliskt "chrrr-chrrr! och sången en blandning av locklätet med klara eller nasala visslingar.

## Utbredning och systematik
Brunbukig eufonia delas in i två underarter med följande utbredning:
- Euphonia gouldi gouldi – förekommer i sluttningen mot Karibien från östra Mexiko (Veracruz) till Honduras
- Euphonia gouldi praetermissa – förekommer från östligaste Honduras till västra Panama (Bocas del Toro)

### Familjetillhörighet
Tidigare behandlades släktena Euphonia och Chlorophonia som tangaror, men DNA-studier visar att de tillhör familjen finkar, där de tillsammans är systergrupp till alla övriga finkar bortsett från släktet Fringilla.

## Levnadssätt
Brunbukig eufonia hittas i fuktskogar, högväxt ungskog och närliggande buskiga hyggen, vanligtvis från havsnivån till 750 meters höjd, ibland upp till 1000 meter. Den påträffas i smågrupper eller del av blandade artflockar, på jakt efter små frukter. Fågeln bygger ett klotformat bo med en sidoingång som göms bland epifyter och mossor två till elva meter upp i ett träd. Däri lägger den tre vita brunmärkta ägg.

## Status och hot
Arten har ett stort utbredningsområde och en stor population, men tros minska i antal, dock inte tillräckligt kraftigt för att den ska betraktas som hotad. Internationella naturvårdsunionen IUCN kategoriserar därför arten som livskraftig (LC). Beståndet uppskattas till i storleksordningen 50 000 till en halv miljon vuxna individer.

## Namn
Fågelns vetenskapliga artnamn hedrar John Gould (1804-1881), engelsk förläggare, entreprenör, naturforskare och konstnär.